# At Tchong Tchoun You Thung Hee
At Tchong Tchoun You Thung Hee, dit Roro, est un homme politique polynésien mort le 30 août 2019.

## Biographie
Ancien représentant à l'Assemblée de la Polynésie française du parti To Tatou Ai'a pour les îles du Vent, At Tchong Tchoun You Thung Hee est élu député sous l'étiquette du nouveau rassemblement A Ti'a Porinetia lors de l' élection des représentants à l'Assemblée de la Polynésie française de 2013.